# Empalactis
Empalactis là một chi bướm đêm thuộc họ Gelechiidae.